# Macana

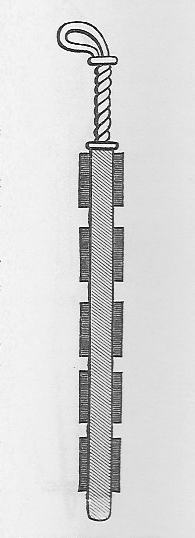
Dessin de macahuitl ou macana aztèque du XVe

Les macanas étaient des masses de bois qu'utilisaient les guerriers précolombiens pour tuer, blesser, ou étourdir leurs ennemis. C'était l'arme principale des guerriers jaguars aztèques.

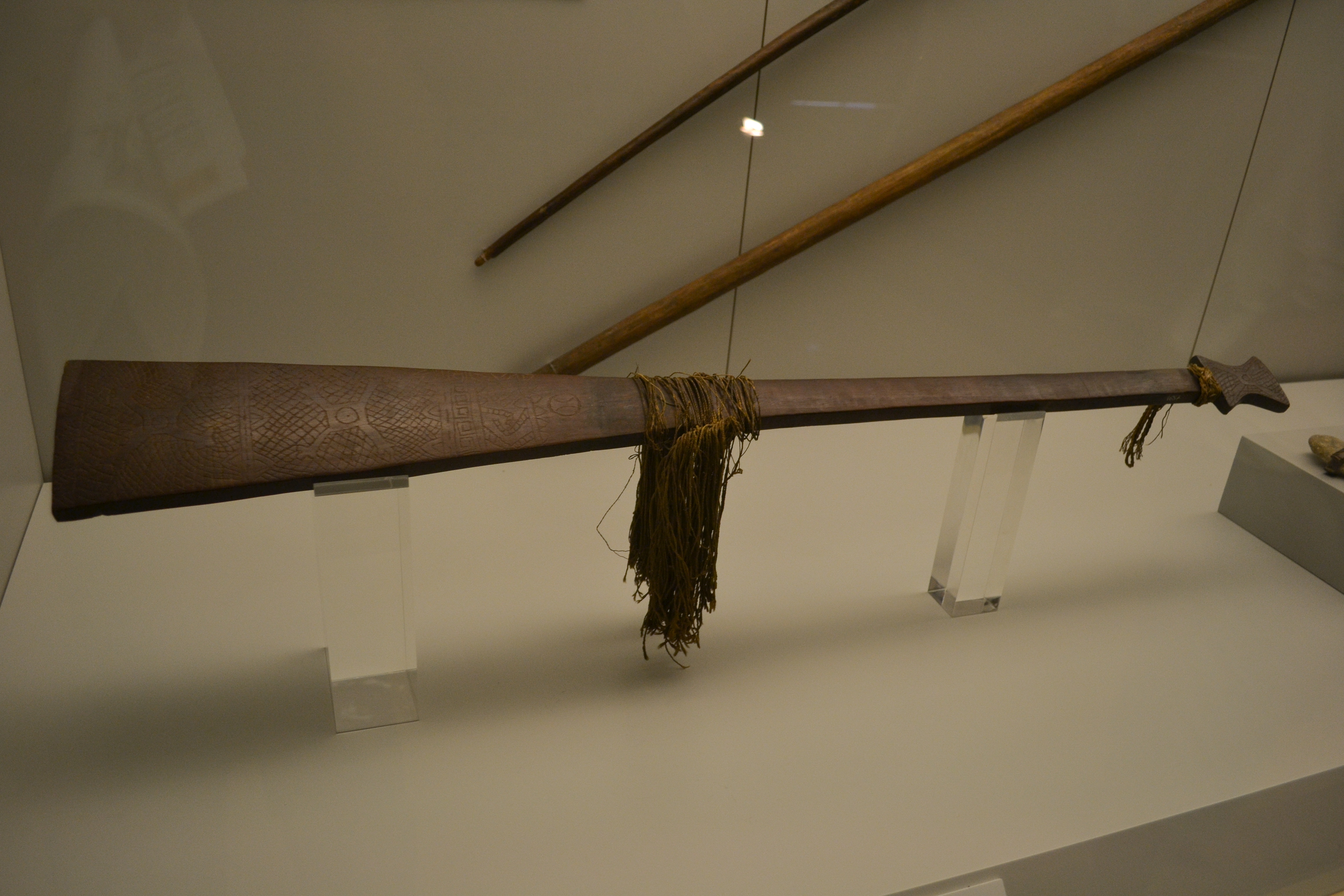
Macana d'Amazonie

## Caractéristiques
Les macanas les plus fameux sont ceux des Aztèques, appelés en náhuatl macuahuitl, et qui étaient de la taille d'une machette, faits de bois durs comme le bois d'ocote, avec plusieurs feuilles effilées d'obsidienne incrustées sur les bords et une boucle à son extrémité inférieure afin de le fixer au bras du combattant.
Le but principal de ces macanas n'était pas de tuer les ennemis, mais de les blesser ou de les étourdir pour pouvoir les capturer par la suite. Pour les Mexicains un ennemi blessé valait bien plus qu'un tué, car ainsi ils pourraient le sacrifier dans un temple. Au début, lors des premiers coups, les macanas étaient mortels, mais tandis qu'ils frappaient au cours de la bataille, les pierres se cassaient et disparaissaient. Lorsqu'il n'y en avait plus, les macanas n'étaient plus que de gros gourdins de bois.
L'usage de cette arme prit fin à la suite de la conquête du Mexique par les Espagnols qui, après avoir interdit toute arme en fer, interdirent également l'usage des Macanas dont ils se méfiaient particulièrement. Un soldat espagnol anonyme a déclaré à leur sujet qu'elles « coupent comme un rasoir de Tolède ».
Jusqu'au XVIe siècle, les Guaranís ont également utilisé cette arme afin de blesser puis capturer des guerriers ennemis, qu'ils dévoraient des mois plus tard dans le but de bénéficier de l'énergie accumulée en eux.